# Carpina Sport Club
O Carpina Sport Club é um clube brasileiro de futebol sediado na cidade Carpina, zona da mata Norte do estado de Pernambuco fundado em 6 de Janeiro de 2006 nas cores alvi-azulina o clube estreou na Série A2 do Campeonato Pernambucano em 2006.
Em 2012, houve um mal entendido por parte do Santa Cruz, o clube de Recife havia marcado um amistoso contra um clube da cidade de Carpina, mas a informação passada era de que esse amistoso seria contra o Carpinense Esporte Clube, quando na verdade a equipe que iria para o jogo seria o Carpina Sport Club, da mesma cidade, porém durante o Pré-Jogo, um radialista local percebendo a confusão, alertou os presentes, e por fim ocorreu tudo bem, as equipes entraram em campo e a partida terminou com o placar de 1 a 0 para o Santa Cruz.

## História
Fundado em 2006, o clube fez sua estreia no Campeonato Pernambucano da Segunda Divisão no mesmo ano, se classificando na primeira e segunda fase em primeiro de seu grupo, sendo eliminado na terceira fase, terminando o campeonato em sexto lugar.
Em 2012 o Carpina volta a disputar a Segunda Divisão terminando a fase classificatória novamente na sexta colocação, não conquistando o acesso.

## Campeonato Pernambucano - 2ª Divisão
| Ano  | Posição |
| 2006 | 6º      |
| 2012 | 6º      |